# السويدي اليكتريك
السويدي إلكتريك (Elsewedy Electric)، تشتهر بـ السويدي للكابلات، شركة مصرية تعمل في مجال الكهربائيات تديرها وتملكها عائلة السويدي وهي شركة أم لعدد من الشركات المتفرّعة في مجالات متخصّصة حول العالم. تُعد اليوم من أكبر مصنّعي المكونات الإلكترونية في أفريقيا والشرق الأوسط، بالغة مبيعاتها السنوية ما يقارب 3 مليار دولار.
في عام 2024 استحوذت شركة إليكترا إنفستمنت هولدينغ الإماراتية على 24.5% من أسهم شركة السويدي إليكتريك مقابل نحو 560 مليون دولار.

## تاريخ
- بدأت بيع اللمبات في الثلاثينيات.
- بدأت صناعة وبيع الكابلات في السبعينيات.

## نشاطات
بين 2005 و2010 اشترت شركات في إسبانيا وسلوفينيا وأنشأت مصانع في السودان وغانا وإثيوبيا وزامبيا والبرازيل والمكسيك والهند.

## الشركات التابعة
تمتلك الشركة مجموعة من الشركات التابعة لها مثل السويدي لتقنية المعلومات، العربية لإدارة المنشآت وخدمات الأمن والحراسة، السويدي للحلول البيئية، العربية للصناعات الكهربائية، سوق مصر للمولات، المتحدة للصناعات - مصر، الوطنية لسحب وتصنيع المعادن، السويدي باور، السويدي للمحولات، السويدي لريش توربينات الرياح، المصرية للصناعات المتطورة، إس إل بي للممتلكات اللوجستية، العالمية للكابلات،السويدي للتنمية الصناعية.

## وصلات خارجية
- مقالة ل(ذا إكونومست)
- نبذة من موقع الشركة الرسمي